# فهد برهمي
فهد برهمي لاعب كرة قدم سعودي و يلعب كلاعب وسط و يلعب حالياً مع النادي الفيصلي السعودي.